# Stellaria fischerana
Stellaria fischerana là loài thực vật có hoa thuộc họ Cẩm chướng. Loài này được Ser. miêu tả khoa học đầu tiên.